# بانیرس دل پندس
بانیرس دل پندس (به اسپانیایی: Bañeras) یک منطقهٔ مسکونی در اسپانیا است که در Baix Penedès واقع شده‌است. بانیرس دل پندس ۱۲٫۲ کیلومتر مربع مساحت و ۳٬۰۵۷ نفر جمعیت دارد.